# Onda sísmica
As ondas sísmicas são movimentos vibratórios das partículas das rochas que se transmitem segundo superfícies concêntricas devido à libertação súbita de energia no foco sísmico. São ondas que se propagam através da Terra, geralmente como consequência de um sismo, ou devido a uma explosão. Estas ondas são estudadas pelos sismólogos, e medidas por sismógrafos, sismómetros ou geofones. Nos estudos sísmicos de jazidas de petróleo também podem ser utilizados hidrofones.

## Tipos de ondas

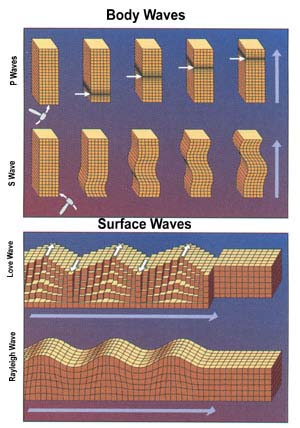
Diagrama mostrando a propagação de ondas de corpo (cima) e de superfície (baixo).

### Ondas de corpo, volume ou volúmicas
As ondas de corpo ou volume propagam-se através do interior da Terra. Apresentam percursos radiais deformados devido às variações de densidade e composição do interior da Terra. Trata-se de um efeito semelhante à refracção de ondas de luz. As ondas de corpo são as responsáveis pelos primeiros tremores sentidos durante um sismo bem como por muita da vibração produzida posteriormente durante o mesmo. Existem dois tipos de ondas de corpo: primárias (ondas P) e secundárias (ondas S).
As ondas P ou primárias são as primeiras a chegar, pois têm uma velocidade de propagação maior. São ondas longitudinais que fazem a rocha vibrar paralelamente à direcção da onda, tal como um elástico em contracção. Verifica-se alternadamente uma compressão seguida de uma distensão com amplitudes e períodos baixos, impondo aos corpos sólidos elásticos alterações de volume (contudo não há alterações na forma). No ar, estas ondas de pressão tomam a forma de ondas sonoras e propagam-se à velocidade do som. A velocidade de propagação deste tipo de ondas varia com o meio em que se propagam, sendo típicos valores de 330 m/s no ar, 1 450 m/s na água e 5 000 m/s no granito. Não são tão destrutivas como as ondas S ou as ondas de superfície que se lhes seguem. A velocidade de propagação destas ondas é, em geral, ligeiramente inferior ao dobro daquela das ondas S.
As ondas S ou secundárias são ondas transversais ou de cisalhamento, o que significa que o solo é deslocado perpendicularmente à direcção de propagação como num chicote. No caso de ondas S polarizadas horizontalmente, o solo move-se alternadamente para um e outro lado. São mais lentas que as P, com velocidades de propagação entre 2 000 e 5 000 m/s, sendo as segundas a chegar. Estas provocam alterações morfológicas, contudo não há alteração de volume. As ondas S propagam-se apenas em corpos sólidos, uma vez que os fluidos (gases e líquidos) não suportam forças de cisalhamento. A sua velocidade de propagação é cerca de 60% daquela das ondas P, para um dado material. A amplitude destas ondas é várias vezes maior que a das ondas P.

### Ondas de superfície
As ondas de superfície são semelhantes às ondas que se observam à superfície de um corpo de água e propagam-se imediatamente acima da superfície terrestre. Deslocam-se mais lentamente que as ondas de corpo. Devido à sua baixa frequência, longa duração e grande amplitude, podem ser das ondas sísmicas mais destrutivas. Propagam-se pela superfície a partir do epicentro de um sismo (tal como as ondas de uma pedra ao cair num charco), com velocidades mais baixas que as ondas de corpo. Existem dois tipos de ondas de superfície: ondas de Rayleigh e ondas de Love.
As ondas de Rayleigh (R) são ondas de superfície que se propagam como as ondas na superfície da água. A existência destas ondas foi prevista por John William Strutt, Lord Rayleigh, em 1885. São mais lentas que as ondas de corpo. Essas ondas são o resultado da interferência de ondas P e S. Estas ondas provocam vibração no sentido contrário à propagação da onda, ou seja, um movimento de rolamento (descrevem uma órbita elíptica), e a sua amplitude diminui rapidamente com a profundidade.
As ondas Love (L) são ondas de superfície que produzem cisalhamento horizontal do solo e a sua energia é obrigada a permanecer nas camadas superiores da Terra por ocorrer por reflexão interna total. São assim chamadas em honra de A.E.H. Love, um matemático britânico que criou um modelo matemático destas ondas em 1911. Essas ondas são o resultado da interferência de duas ondas S. São ligeiramente mais rápidas que as ondas de Rayleigh. São ondas cisalhantes altamente destrutivas.

## A importância das ondas sísmicas para o conhecimento do interior da Terra

Trajectos percorridos por ondas produzidas por um sismo.

Para o estudo do interior do planeta faz-se uso das ondas P e S produzidas pelos terremotos, uma vez que estas se deslocam de forma diferente nos vários tipos de material.
As ondas P deslocam-se a grande velocidade no manto, sofrendo uma grande redução daquela ao atravessarem a descontinuidade de Wiechert-Gutenberg, pois ocorre a passagem de um meio sólido para um meio líquido (neste último têm mais dificuldades em propagar-se, contudo a sua velocidade vai aumentando gradualmente devido ao aumento de pressão e logo da consistência). Esta alteração do meio foi concluída devido à diferença de velocidade média entre as ondas P no mesmo hemisfério em relação às das antípodas. Na descontinuidade de Lehmann, que separa o núcleo externo do núcleo interno voltam a ter um aumento repentino da velocidade – meio sólido.
Quando ocorre um sismo, os sismógrafos situados perto do epicentro, até uma distância angular de 105º, conseguem detectar as ondas P e S, mas aqueles situados a distâncias angulares maiores não conseguem detectar as ondas S. Isto deve-se ao facto de as ondas S não poderem atravessar líquidos. Foi este facto que levou Oldham a sugerir que a Terra possuía um núcleo líquido.

### Velocidade das Ondas Sísmicas
A velocidade das ondas sísmicas pode ser calculada a partir das seguintes fórmulas geofísicas:
{\displaystyle Vp={\sqrt {\left({\frac {(K+4\mu /3)}{\delta }}\right)}}} e {\displaystyle Vs={\sqrt {\left({\frac {\mu }{\delta }}\right)}}}
Legenda:
- {\displaystyle Vp\rightarrow } Velocidade das Ondas P
- {\displaystyle Vs\rightarrow } Velocidade das Ondas S
- {\displaystyle K\rightarrow } módulo de incompressibilidade
- {\displaystyle \mu \rightarrow } rigidez do material a ser atravessado (para materiais líquidos, {\displaystyle \mu }=0)
- {\displaystyle \delta \rightarrow } densidade do material a ser atravessado